# Mette Jacobsen
Mette Jacobsen (Nakskov, 24 maart 1973) is een voormalig internationaal topzwemster uit Denemarken. Ze maakte ruim tien jaar deel uit van de mondiale top, op vooral de vlinderslag. Ze is ook uitgekomen op de andere zwemslagen, getuige onderstaande erelijst. Jacobsen was lid van de Naksov Svommeklub in haar geboorteplaats en werd getraind door Jens Glavind. Haar definitieve doorbraak kwam in 1995, toen Jacobsen bij de Europese kampioenschappen van Wenen twee titels won: de 100 meter vlinderslag en de 100 meter rugslag.

## Internationale toernooien
| Jaar | Olympische Spelen                                           | WK langebaan                                                                                       | WK kortebaan                                                     | EK langebaan                                                                           | EK kortebaan                                                                    |
| ---- | ----------------------------------------------------------- | -------------------------------------------------------------------------------------------------- | ---------------------------------------------------------------- | -------------------------------------------------------------------------------------- | ------------------------------------------------------------------------------- |
| 1992 | 14e 100m vlinderslag · 200m vrije slag                      | |                                                                  |                                                                                        |                                                                                 |
| 1994 |                                                             | 5e 100m vrije slag 13e 100m vlinderslag 10e 100m rugslag                                           |                                                                  |                                                                                        |                                                                                 |
| 1995 |                                                             | |                                                                  | 100m vrije slag · 100m vlinderslag · 100m rugslag · 200m vrije slag · 200m vlinderslag |                                                                                 |
| 1996 | 8e 100m vlinderslag 17e 200m rugslag                        | |                                                                  |                                                                                        |                                                                                 |
| 1997 |                                                             | |                                                                  | 100m vlinderslag · 200m vlinderslag                                                    |                                                                                 |
| 1998 |                                                             | 9e 100m vlinderslag                                                                                |                                                                  |                                                                                        | 5e 100m vlinderslag · 200m vlinderslag                                          |
| 1999 |                                                             | | 4e 200m vrije slag · 200m vlinderslag                            | 6e 50m vlinderslag · 6e 100m vlinderslag · 200m vlinderslag                            | 100m vlinderslag · 5e 200m vrije slag · 200m vlinderslag                        |
| 2000 | 17e 50m vrije slag 13e 100m vlinderslag 4e 200m vlinderslag | | 4e 100m vlinderslag · 6e 200m vrije slag · 200 meter vlinderslag | 100m vrije slag · 4e 100m vlinderslag · 200m vlinderslag                               | 100m vlinderslag · 200m vlinderslag · 5e 4x50m vrije slag · 4e 4x50m wisselslag |
| 2001 |                                                             | 31e 50m vrije slag 15e 100m vrije slag 8e 200m vrije slag 5e 200m vlinderslag 9e 4x100m wisselslag |                                                                  |                                                                                        | 4e 100m vlinderslag 5e 200m vrije slag 2e 200m vlinderslag                      |
| 2002 |                                                             | |                                                                  | 7e 100m vlinderslag                                                                    | 100m vlinderslag · 200m vlinderslag                                             |
| 2003 |                                                             | |                                                                  |                                                                                        | 200m vlinderslag                                                                |
| 2004 | 6e 200m vlinderslag                                         | |                                                                  |                                                                                        | 11e 50m vlinderslag · 100m vlinderslag · 200m vlinderslag · 6e 4x50m vrije slag |
| 2005 |                                                             | |                                                                  |                                                                                        | 8e 100m vlinderslag · 200m vlinderslag                                          |